# Gila pandora
 Gila pandora és una espècie de peix cipriniforme de la família dels ciprínids.

## Morfologia
Els mascles poden assolir els 18 cm de longitud total.

## Distribució geogràfica
Es troba a les conques dels rius Grande i Pecos (Colorado, Nou Mèxic i Texas).